# Cravos de Abril
Pour les articles homonymes, voir Œillet (homonymie).
Pour plus de détails, voir Fiche technique et Distribution.
Cravos de Abril (littéralement « Œillets d’avril ») est un documentaire historique portugais de court-métrage de Ricardo Costa. Le film illustre les événements de la révolution démocratique au Portugal, la révolution des Œillets, dès le 25 avril jusqu’au 1er mai 1974.

## Synopsis
Introduction : l’état du pays, les guerres coloniales, la dictature de Salazar.
Les premières heures du 25 avril 1974 à la Praça do Comércio, à Lisbonne. Assiégeants et assiégés. Le déroulement des événements pendant l’occupation de la place. Une frégate menaçante déambule sur le Tage. Le départ des forces militarisées soulevées vers le Largo do Carmo.
Le cortège des chars de combat au long de la Rua Augusta et l’adhésion populaire. Au Chiado, les militaires des forces fidèles au régime résistent. La caserne assiégée au Largo do Carmo et la reddition de la Garde nationale républicaine (GNR). La première grande concentration de masses populaires soutenant les militaires en révolte.
La prison des agents de la police politique, la PIDE, et le démantèlement de leur siège à la rue António Maria Cardoso. La libération des prisonniers politiques à la prison de Caxias. La prison politique de Peniche est maintenant occupée par les «pides» capturés.
Le communiqué du Mouvement des forces armées illustré par Siné. L’arrivée de l’exil de Mário Soares dans le Lusitania Express à la gare de Santa Apolónia. Les premières apothéoses. L’arrivée d’Álvaro Cunhal à l’aéroport de Lisbonne et sa rencontre avec Mário Soares. La grande fête qui attend Cunhal au 1er mai. La foule emportée par les discours de Soares et Cunhal.
Les soldats d’une caserne en fête dans les rues de Lisbonne. Les peintures murales du post-25 avril. Le futur en question. (Citation: fiche du film du producteur)

## Fiche technique
- Réalisation : Ricardo Costa
- Photographie : Ricardo Costa
- Montage : Maria Beatriz
- Photos : Eduardo Gageiro
- Production : Ricardo Costa
- Images d’archive : RTP (16mm, n/b)
- Illustrations de Siné
- Son : archives de la radio
- Laboratoires d’image : Ulyssea Filme
- Mixages : RTP
- Format : 16 mm couleur et n/b
- Durée : 28'
- Sortie le 1er mai 1976 (RTP)
- Édition DVD : Lusomundo

## Cadre historique
Tôt le matin du 25 avril 1974, Ricardo Costa est réveillé par un coup de fil de son ami Ilídio Ribeiro, collaborateur de ses activités d’édition, qui lui annonce qu’une révolution était en cours et qu’il viendra vite le chercher avec sa voiture. Ricardo a chez lui une caméra Paillard-Bolex de 16mm, à ressort, et au frigidaire deux bobines de film couleur Eastman de 120 mètres. Leur maison d’éditions, MONDAR editores, est prête à sortir un livre de dessins de Maurice Sinet (Siné), CIA. Ils sont cependant surveillés par la police politique, la PIDE, puisque les livres qu’ils publient sont incommodes et incompatibles avec les règles du régime fasciste qui domine au Portugal depuis environ cinquante ans.
Une fois arrivé, en cherchant sur le poste radio de sa voiture des nouvelles sur l’événement, Ilído syntonise par hasard les communications de la Garde nationale républicaine (GNR), fidèle au régime, qui transmet des ordres à ses agents pour faire face aux mouvements des troupes soulevées. Ils se dirigent ainsi vers la Praça do Comércio, où les rebelles ont concentré leurs chars de combat.
C’est là que Ricardo commence à filmer. Sur la place il n’y a pas grand monde ni même d’autres caméras, sauf celles de quelques photographes professionnels, tels qu'Eduardo Gageiro. La situation évolue. Il y a de plus en plus de citoyens curieux qui s'y concentrent. Suivis par la foule, les chars démarrent vers le Largo do Carmo, où se trouve la caserne de la GNR où Marcelo Caetano, successeur de Salazar, s’était réfugié. Filmant en plans courts pour économiser de la pellicule, Ricardo Costa réussi à enregistrer l’essentiel de ce qu'il s’est passé jusqu’à la fin de l’après-midi. Il filme toute une bobine de 120 mètres, coupée en bobines plus petites de 30 mètres : environ 15 minutes de film, mais ça a suffi.
Le lendemain une copie du film est tirée chez Ulyssea Filme. La presse étrangère se rend compte de l’importance du coup militaire. La chaîne TV allemande ARD, entretemps contactée, s’intéresse immédiatement à ces images. L’aéroport de Lisbonne est fermé, mais le film prend le premier avion qui part vers l’Allemagne et ces images de la révolution sont diffusées un jour plus tard. De son côté, Siné prend le premier avion qui quitte Paris vers Lisbonne, arrivant à la veille du 1er mai. Il se mêle à l’aventure dessinant ce qu’il voit ,,,. La deuxième bobine de 120 mètres est impressionnée pendant la fête du «premier 1er Mai» à Lisbonne, l’arrivée de Mário Soares et de Álvaro Cunhal, en retour de leur long exil .
L’année suivante la RTP ouvrira ses portes à la collaboration de producteurs et cinéastes indépendants. Quittant ses activités éditoriales et son travail comme professeur, Ricardo Costa s’engage entièrement à la réalisation et production de films. Il collabore avec la RTP comme producteur indépendant dans deux séries de films documentaires et, pendant environ deux ans, avec Horst Hano, correspondant pour le Portugal et l’Espagne de la chaîne allemande ARD, aussi bien qu’avec la chaîne nord-américaine CBS pour laquelle il filme des événements pendant l’«Été chaud» de 1975 au Portugal.
Le film Œillets d’Avril ne sera fini que plus tard, avec le concours d’images d’archives en noir et blanc et de photos d'Eduardo Gageiro et d’autres photographes. Le film sortira sur la RTP le 1er mai 1976.